# Ventspils
Ventspils (phát âm [ˈvæntspils] ⓘ; tiếng Nga: Виндава; tiếng Đức: Windau; tiếng Ba Lan: Windawa; tiếng Livonia: Vǟnta) là một thành phố ở tây bắc Latvia trong khu vực lịch sử Courland của Latvia, thành phố lớn thứ sáu tại quốc gia này. Năm 2012, Ventspils có dân số 41.998 người. Ventspils nằm bên sông Venta và Biển Baltic, và có một cảng không bị đóng băng. Tên của thành phố có nghĩa là "Lâu đài bên Venta" đề cập đến sông Venta. 